# Pseudaphycus austriacus
Pseudaphycus austriacus är en stekelart som beskrevs av Mercet 1925. Pseudaphycus austriacus ingår i släktet Pseudaphycus och familjen sköldlussteklar.
Artens utbredningsområde är:
- Österrike.
- Tjeckien.
- Finland.
- Tyskland.
- Ungern.
- Italien.
- Ukraina.

Inga underarter finns listade i Catalogue of Life.